# Christoph Mudrich

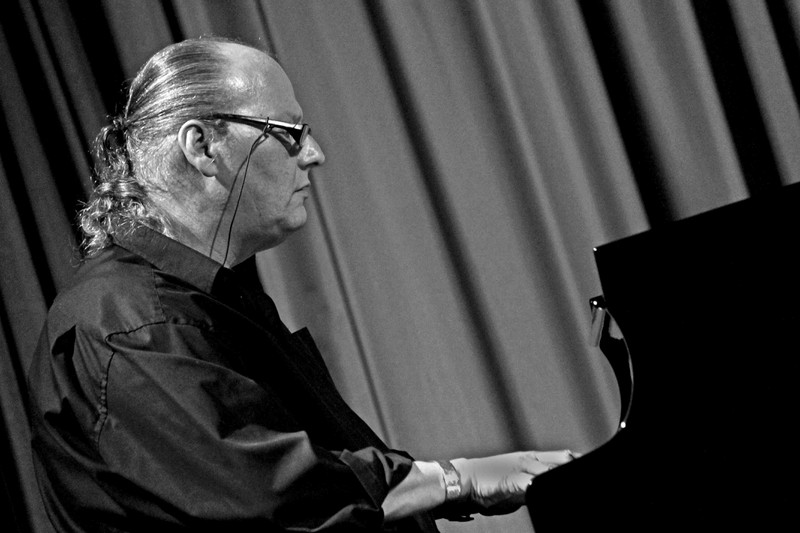
Christoph Mudrich (2014)

Christoph „Sunny“ Mudrich (* 22. April 1960 in Saarbrücken; † 15. Dezember 2019) war ein deutscher Jazzmusiker (Piano, Komposition) und Bigbandleader.

## Leben und Wirken
Christoph Mudrich war der Sohn der Schriftstellerin Eva Maria Mudrich und des Journalisten Heinz Mudrich (Feuilletonchef der Saarbrücker Zeitung). Nach dem Besuch des Deutsch-Französischen Gymnasiums in Saarbrücken und dem Abschluss auf dem Gymnasium am Schloss in Saarbrücken studierte er von 1980 bis 1985 Germanistik und Philosophie in Mainz und Saarbrücken. Bereits seit 1978 als Jazzpianist in verschiedenen Jazzformationen mitwirkend, entschloss er sich 1985 zum freiberuflichen Musizieren im Jazz.
Seit 1989 leitete er verschiedene Bigbands. Von 1990 bis 2004 war er künstlerischer Leiter des Jugend-Jazzorchesters des Saarlandes, seit 2004 leitete er das Junge Jazzensemble Saar. An der Universität des Saarlandes übernahm er 2006 die Leitung der Universitäts-Bigband Windmachine. Mit seinem Trio und Sänger Heinrich „Sir Henry“ Thiel erschien 1993 das Weihnachtsalbum Christmas in Blue. Mudrich ist auch auf Alben von Re-Bop (mit Peter Decker), der CMMC-BIGBAND feat Bobby Shew, Nicole Metzger und im Hörspiel Zwei Monster zu hören. Zuletzt erschien 2019 sein Album Beneath the Underdog mit seinem Nonett (mit Anette von Eichel, Ralph Himmler, Kristina Brodersen, Johannes Müller, Alisa Klein, Arnulf Ochs, Dirk Kunz und Dirik Schilgen).
1985 erhielt er den Kulturförderpreis der Landeshauptstadt Saarbrücken. Neben seiner Tätigkeit als Musiker war er ein erfolgreicher Lehrer für Jazzpiano und Ensembles, auch im Rahmen des Jazzworkshops Sulzbach, den er 30 Jahre organisierte.

## Formationen und Aktivitäten
- Christoph Mudrich Trio, mit Rudi Engel (b) und Dirik Schilgen (dr)
- Jazzorchestra Europool, seit 1999
- Nicole Metzger Quartet, 1995–2005
- Labels BlueConcept, seit 1993 und DerBlaueZwerg